# Star Trek (pel·lícula)
Star Trek (també coneguda com a Star Trek XI) és una pel·lícula de ciència-ficció estatunidenca del 2009 dirigida per J. J. Abrams i escrita per Roberto Orci i Alex Kurtzman. És l'onzè lliurament de la sèrie de pel·lícules de la franquícia Star Trek iniciades el 1979 amb Star Trek: La pel·lícula, i també és una reinvenció que presenta els personatges principals de la sèrie de televisió original Star Trek interpretada per un nou repartiment, com la primera de la sèrie de pel·lícules reinventades. La pel·lícula segueix James T. Kirk (Chris Pine) i Spock (Zachary Quinto) a bord de l'USS Enterprise (NCC-1701) mentre combaten Nero (Eric Bana), un romulà del seu futur que amenaça la Federació Unida de Planetes. La història té lloc en una realitat alternativa que presenta tant un lloc de naixement alternatiu per a James T. Kirk com altres alteracions en la història derivades del viatge en el temps tant de Nero com el Spock de la sèrie original (Leonard Nimoy). La realitat alternativa es va crear en un intent d'alliberar la pel·lícula i la franquícia de les restriccions de continuïtat establertes, alhora que es preservaven els elements de la història original.
La idea d'una preqüela que seguís els personatges de Star Trek durant la seva estada a l'Acadèmia de la Flota Estel·lar va ser discutit per primera vegada pel creador de la sèrie Gene Roddenberry el 1968. El concepte va ressorgir a finals de la dècada de 1980, quan Harve Bennett el va postular com una possible trama del que es convertiria en Star Trek VI: The Undiscovered Country, però va ser rebutjat a favor d'altres projectes per Roddenberry. Després del fracàs de crítica i comercial de Star Trek: Nemesis i la cancel·lació de Star Trek: Enterprise, el productor executiu de la franquícia Rick Berman i el guionista Erik Jendresen van escriure una pel·lícula no produïda titulada Star Trek: The Beginning, que tindria lloc després d' Enterprise. Després de la separació de Viacom i CBS Corporation el 2005, l'expresidenta de Paramount Pictures, Gail Berman, va convèncer la CBS perquè permetés a Paramount produir una nova pel·lícula de la franquícia. Aviat es va contactar amb Orci i Kurtzman per escriure la pel·lícula, i amb Abrams per dirigir-la. Kurtzman i Orci es van inspirar en novel·les i dissertacions de postgrau, així com en la mateixa sèrie. La fotografia principal es va dur a terme entre novembre de 2007 i març de 2008, en llocs de Califòrnia i Utah. Abrams volia evitar l'ús de la croma i, en canvi, preferia els decorats i les localitzacions. La producció de la pel·lícula estava plena de secretisme, i va anar sota el títol provisional fals de "Corporate Headquarters" (Seu central corporativa). Industrial Light & Magic va utilitzar naus digitals per a la pel·lícula, en contraposició a les miniatures utilitzades a la majoria de les pel·lícules anteriors de la franquícia. La producció de la pel·lícula va concloure a finals del 2008.
"Star Trek" va ser molt promocionada durant els mesos anteriors a la seva estrena; les projeccions prèvies a l'estrena de la pel·lícula es van estrenar en ciutats seleccionades de tot el món, com ara   Austin, Sydney, i Calgary. Es va estrenar als Estats Units el 8 de maig de 2009, amb aclamació de la crítica. La pel·lícula va ser un èxit financer, recaptant més de 385,7 milions de dòlars a tot el món, enfront del seu pressupost de producció de 150 milions de dòlars. Va ser nominada a diversos premis, inclosos els Premis Oscar de 2009, guanyant el de Millor maquillatge, l'únic Oscar que ha guanyat una pel·lícula de "Star Trek". Va ser seguida per les seqüeles  Star Trek Into Darkness (2013) i Star Trek Beyond (2016).

## Argument
El 2233, la nau estel·lar de la Federació USS Kelvin investiga una "tempesta de llamps" a l'espai. Una nau minaire romulana, la Narada, emergeix de la tempesta i ataca la Kelvin, i després exigeix que el capità de la Kelvin Richard Robau pugi a bord per negociar una treva. Robau és interrogat sobre la data estel·lar actual i un "ambaixador Spock", a qui no reconeix. El comandant de la Narada, Nero (Eric Bana), el mata i reprèn l'atac a la Kelvin. George Kirk (Chris Hemsworth), el primer oficial del Kelvin, ordena al personal de la nau, inclosa la seva dona embarassada Winona, que abandonin la nau mentre ell pilota el Kelvin en curs de col·lisió amb la Narada, ja que el pilot automàtic de la Kelvin està desactivat. Mentre Kirk sacrifica la seva vida, Winona dóna a llum a James Tiberius Kirk.
Vint-i-dos anys més tard, al planeta Vulcà, un jove Spock és admès a l'Acadèmia de Ciències Vulcaniana. En adonar-se que l'Acadèmia veu la seva mare humana, Amanda, com un "desavantatge", s'uneix a la Flota Estel·lar. A la Terra, després d'una baralla en un bar amb els cadets de la Flota Estel·lar que acompanyen Nyota Uhura, un Kirk adult coneix el capità Christopher Pike, que l'anima a allistar-se a l'Acadèmia de la Flota Estel·lar. Allà, Kirk coneix i fa amistat amb el doctor Leonard McCoy. Tres anys més tard, el comandant Spock acusa Kirk de fer trampa durant la simulació Kobayashi Maru. Kirk argumenta que fer trampa era acceptable perquè la simulació estava dissenyada per ser imbatible. L'audiència disciplinària és interrompuda per un senyal de socors de Vulcà. Amb la flota principal fora de l'abast, els cadets són mobilitzats. McCoy i Kirk pugen a bord de la nau de Pike, l'Enterprise.
Adonant-se que la "tempesta de llamps" observada prop de Vulcan és similar a la que va ocórrer quan va néixer, Kirk convenç a Pike que el senyal és una trampa. En arribar, l'«Enterprise» troba la flota destruïda i el «Narada» perforant el nucli de Vulcan. La «Narada» ataca l'«Enterprise» i Pike es rendeix, delegant el comandament de la nau a Spock i ascendint Kirk a primer oficial. Kirk, Hikaru Sulu i l'enginyer en cap Olson realitzen un salt espacial obre la plataforma de perforació. Mentre Olson mor a mig salt, Kirk i Sulu inutilitzen la perforadora, però no aconsegueixen aturar que Nero llanci "matèria vermella" al nucli de Vulcà, formant un forat negre artificial que destrueix Vulcà. L'«Enterprise» rescata el pare de Spock, Sarek, i l'alt consell abans de la destrucció de Vulcà, però Amanda cau i mor abans que el transportador pugui fixar-se en ella. A mesura que la «Narada» s'acosta a la Terra, Nero tortura Pike per obtenir accés als codis de defensa de la Terra.
Spock abandona Kirk a Delta Vega després que aquest intenti un motí. Allà, Kirk es troba amb un Spock més vell d'una línia de temps alternativa, que explica que ell i Nero són del 2387. En el futur, Romulus va ser amenaçat per una supernova, que Spock va intentar aturar amb matèria vermella. El seu pla va fracassar, cosa que va provocar la mort de la família de Nero juntament amb Romulus, mentre que la «Narada» i la nau de Spock van quedar atrapades al forat negre i enviades enrere en el temps. Van ser enviades amb 25 anys de diferència, durant els quals Nero va atacar la «Kelvin», canviant la història i creant un univers paral·lel. Després de l'arribada de Spock, Nero el va deixar encallat a Delta Vega per observar la destrucció de Vulcà. En arribar a un lloc avançat de la Flota Estel·lar, Kirk i el vell Spock coneixen Montgomery "Scotty" Scott, que idea un sistema de transport trans-curvatura, que li permet a ell i a Kirk teletransportar-se a l' "Enterprise".
Seguint el consell del vell Spock, Kirk provoca el jove Spock perquè l'ataqui, obligant-lo a reconèixer-se emocionalment compromès i a cedir el comandament a Kirk. Després de parlar amb Sarek, Spock decideix ajudar Kirk. Mentre l' "Enterprise" s'amaga dins dels núvols de gas de Tità, Kirk i Spock es transporten a bord del Narada. Kirk lluita contra Nero i rescata Pike, mentre Spock utilitza la nau del vell Spock per destruir la perforadora. Spock allunya la «Narada» de la Terra i prepara la seva nau per xocar amb la «Narada». L'«Enterprise» teleporta Kirk, Pike i Spock a bord. La nau del vell Spock i la «Narada» xoquen, encenent la matèria vermella. La «Narada» es consumeix en un forat negre del qual l'«Enterprise» escapa.
Kirk és ascendit a capità i se li dóna el comandament de l'«Enterprise», mentre que Pike és ascendit a contraalmirall. Spock es troba amb el seu jo més gran, que el persuadeix de continuar servint a la Flota Estel·lar, animant-lo a fer el que li sembla correcte en lloc del que és lògic. Spock es converteix en primer oficial sota el comandament de Kirk.

## Repartiment
- Chris Pine com a James T. Kirk: Pine va descriure la seva primera audició com a horrible, perquè no es podia prendre seriosament com a líder.[7] Chris Pratt, Timothy Olyphant i Sebastian Stan van ser provats o audicionats per al paper.[8][9][10]Abrams no va veure la primera audició de Pine, i va ser només després que l'agent de Pine conegués la dona d'Abrams que el director va decidir fer-li una altra audició al costat de Quinto. Quinto va donar suport a l'elecció de Pine perquè es coneixien, ja que feien exercici al mateix gimnàs.[11] Després d'aconseguir el paper, Pine va enviar una carta a William Shatner i va rebre una resposta. que contenia l'aprovació de Shatner. Pine mirava episodis clàssics i llegia enciclopèdies sobre l'univers de "Star Trek", però va parar perquè se sentia aclaparat per la sensació que havia de copiar Shatner. Pine va sentir que havia de mostrar "l'humor, l'arrogància i la decisió" de Kirk, però no el patró de parla de Shatner, que hauria vorejat la imitació.[11] Pine va dir que quan va veure la sèrie original, també li va sorprendre com l'actuació de Shatner es caracteritzava per l'humor.[12] En comptes d'això, Pine va optar per incorporar elements de Tom Cruise de Top Gun i les representacions d'Indiana Jones i Han Solo per part de Harrison Ford.[13]
  - Jimmy Bennett com a Kirk jove.
- Zachary Quinto com a Spock: Quinto va expressar interès en el paper per la dualitat de l'herència meitat humana i meitat vulcaniana de Spock,[7] i com "explora constantment aquesta noció de com evolucionar de manera responsable i de com evolucionar de manera respectuosa. Crec que totes aquestes són coses que nosaltres, com a societat, i certament el món, podríem implementar".[14] Va esmentar que havia sentit a parlar de la nova pel·lícula i va revelar el seu interès en el paper en una entrevista del desembre de 2006 amb el Pittsburgh Post-Gazette: l'article va tenir una àmplia difusió i va atreure l'interès d'Abrams.[15] Per a l'audició, Quinto portava una camisa blava i es va aplanar els cabells per sentir-se més com Spock.[11] Es va lligar els dits per practicar la salutació vulcaniana, es va afaitar les celles i es va deixar créixer i tenyir els cabells per al paper.[7] Va transmetre molts dels atributs de Spock, com ara la seva quietud i la manera com Nimoy es posava les mans a l'esquena.[11] Quinto va comentar que la transformació física l'ajudava a interpretar un extraterrestre,[7] fent broma: "Em sentia com un friqui. Em sentia com si tingués 12 anys de nou. Mires enrere a aquelles imatges i veieu el tall de bolet. No hi ha dubte que vaig néixer per interpretar el paper de Spock. Vaig lluir aquest aspecte durant uns quatre o cinc anys."[11] Adrien Brody havia parlat d'interpretar el paper amb el director abans que Quinto fos escollit.[16]
  - Jacob Kogan com a jove Spock.
  - Leonard Nimoy com a Spock Primer: Nimoy reprèn el paper de Spock, el més gran, de la línia temporal original de "Star Trek". Era amic de tota la vida dels pares d'Abrams,[17] però va conèixer millor Abrams durant el rodatge. Tot i que Quinto va veure alguns episodis de la sèrie durant les pauses del rodatge, Nimoy va ser el seu principal recurs per interpretar Spock.[12] Abrams i els guionistes es van reunir amb Nimoy a casa seva; l'escriptor Roberto Orci va recordar que l'actor va soltar "'Qui sou vosaltres i què esteu fent?'" abans que li diguessin la importància que tenia per a ells. Ell va guardar silenci, i la dona de Nimoy, Susan Bay, va dir a l'equip creatiu que havia romàs a la cadira després de la conversa, emocionalment aclaparat per la seva decisió després de rebutjar moltes oportunitats de tornar a interpretar el paper.[18] Si a Nimoy no li hagués agradat el guió, la producció s'hauria endarrerit per poder-lo reescriure.[19] Nimoy va dir més tard: "Aquesta és la primera i única vegada que he vist un cineasta dir: 'No podem fer aquesta pel·lícula sense tu i no la farem sense tu'".[20] Estava "genuïnament emocionat" per l'abast del guió i els detalls de les històries dels personatges,[14] dient: "Hem tractat amb [Spock és mig humà, mig vulcanià], però mai amb la visió general que té aquest guió de tota la història del personatge, el creixement del personatge, els inicis del personatge i l'arribada del personatge a la tripulació de l' "Enterprise".[21] Abrams va comentar: "Va ser surrealista dirigir-lo com a Spock, perquè què coi hi faig jo? Aquest paio ho ha estat fent durant quaranta anys. És com 'Crec que Spock ho faria... ' ".[22]  Leonard Nimoy posa la veu a les frases "Espai, la frontera final..." al final de la pel·lícula, frases que van ser interpretades per William Shatner a la sèrie de televisió original i a les pel·lícules amb el repartiment original.
- Karl Urban com a Dr. Leonard "Bones" McCoy. Com Pine, Urban va dir sobre assumir el paper que "es tracta de no fer cap mena de facsímil o còpia al carbó, sinó de prendre realment l'essència mateixa del que ha fet DeForest Kelley i honrant això i aportant alguna cosa nova a la taula". Urban ha estat fan de la sèrie des que tenia set anys i va perseguir activament el paper després de redescobrir la sèrie en DVD amb el seu fill.[23] Urban va ser escollit a la seva primera audició, que va ser dos mesos després de la seva primera reunió amb Abrams. Va dir que estava content de fer un paper amb molta comèdia, una cosa que no havia fet des de The Price of Milk, perquè estava cansat dels papers d'acció. Quan li van preguntar per què McCoy és tan rondinaire, Urban va bromejar dient que el personatge podria ser un "petit bipolar en realitat!".[24] Orci i Kurtzman havien col·laborat amb Urban a Xena: Warrior Princess, en què interpretava Cupido i Caesar.[25]
- Zoe Saldaña com a Nyota Uhura: A Abrams li havia agradat la seva feina i li va demanar que interpretés el paper. Saldana mai va veure la sèrie original, tot i que havia interpretat una Trekkie a The Terminal (2004), però va acceptar interpretar el paper després que Abrams la felicités. "Per a una actriu, això és tot el que necessites, això és tot el que vols. Obtenir el reconeixement i el respecte dels teus companys", va dir. Es va reunir amb Nichelle Nichols, que li va explicar com havia creat els antecedents d'Uhura i també havia posat nom al personatge.[26] La mare de Saldaña era fan de "Star Trek" i li enviava missatges de veu durant filmació, donant consells sobre el paper.[27] Sydney Tamiia Poitier també va fer l'audició per al paper.[28] La pel·lícula estableix oficialment el nom del personatge, que mai s'havia pronunciat anteriorment a la televisió ni al cinema.
- Simon Pegg com a Montgomery "Scotty" Scott: Abrams va contactar amb Pegg per correu electrònic i li va oferir el paper.[29] Per interpretar l'accent de Scotty, Pegg va comptar amb l'ajuda de la seva dona Maureen, que és de Glasgow, tot i que Pegg va dir que Scotty era de Linlithgow i volia aportar un so més de la costa est al seu accent, de manera que la seva actuació resultant és una barreja d'ambdós accents que s'inclina cap al so de l'oest.[29] També va comptar amb l'ajuda de Tommy Gormley, el primer ajudant de direcció de Glasgow de la pel·lícula.[30] Pegg va descriure Scotty com un estereotip escocès positiu, i va assenyalar que "els escocesos són els primers a riure del fet que beuen i es barallen una mica", i que Scotty prové d'una llarga línia d'escocesos amb experiència tècnica, com ara John Logie Baird i Alexander Graham Bell. Anys abans, el personatge de Pegg a Spaced va bromejar dient que totes les pel·lícules de Star Trek senars que eren "merda", era un fet demostrat. Pegg va assenyalar que "El destí em va posar a la pel·lícula per demostrar-me que estava parlant per parlar".[31]
- John Cho com a Hikaru Sulu: Abrams estava preocupat per l'elecció d'un coreà estatunidenc com a personatge japonès, però George Takei va explicar al director que Sulu havia de representar tota Àsia a l' "Enterprise", així que Abrams va seguir endavant amb Cho.[32] Cho va reconèixer ser un asiàtic-americà, "hi ha certs papers d'actor que mai aconseguiràs, i un d'ells és interpretar un cowboy. [Interpretar Sulu] és la realització d'aquest somni: anar a l'espai". Va citar la masculinitat del personatge com a important per a ell i va passar dues setmanes entrenant-se en combat.[33] Cho va patir una lesió al canell durant el rodatge, tot i que un representant va assegurar que "no va ser res de l'altre món".[34] James Kyson Lee estava interessat en el paper, però com que Quinto va ser escollit com a Spock, els productors de la sèrie de televisió Herois no volia perdre cap altre membre del repartiment durant tres mesos.[35]
- Anton Yelchin com a Pavel Chekov: com a Pavel Chekov: Com amb la resta del repartiment, Yelchin va poder triar quins elements adoptar de les actuacions del seu predecessor. Yelchin va decidir continuar amb els patrons de parla de Walter Koenig de substituir les "v"s" per "w"s, tot i que ell i Abrams consideraven que aquest era un tret més comú dels accents polonesos que dels russos.[36] Va descriure Chekov com un personatge estrany, ja que és un rus que va ser contractat a la sèrie "enmig de la Guerra Freda". Va recordar una "escena on parlen amb Apol·lo [que diu]: "Jo sóc Apol·lo". I Txékov diu: "I jo sóc el tsar de totes les Rússies"." […] Li van donar aquestes línies. Vull dir que realment és el personatge més estrany, més estrany."[37]
- Eric Bana com a Capità Nero: El dolent romulà que viatja en el temps de la pel·lícula. Bana va rodar les seves escenes cap al final del rodatge. Era "un gran trekkie quan era petit",[38] però no l'havia vist les pel·lícules.[39] Fins i tot si estava "boig per la sèrie original", no hauria acceptat el paper si no fos per li va agradar el guió, que va considerar "impressionant" un cop el va llegir.[40] Bana coneixia Abrams perquè casualment compartien el mateix agent.[41] Bana va improvisar els patrons de parla del personatge..[42]
- Bruce Greenwood com a Christopher Pike: El capità de l'Enterprise.[7]
- Ben Cross com a Sarek: El pare de Spock.
- Winona Ryder com a Amanda Grayson: La mare de Spock.
- Clifton Collins Jr. com a Ayel: El primer oficial de Nero.
- Chris Hemsworth com a George Kirk: el pare de Kirk, que va morir a bord de l'USS Kelvin mentre lluitava contra els romulans. Abans que Hemsworth fos escollit, Abrams es va reunir amb Matt Damon per interpretar el paper.[43]
- Jennifer Morrison com a Winona Kirk: la mare de Kirk.
- Rachel Nichols com a Gaila: una cadet de la Flota Estel·lar d'Orió.
- Faran Tahir com a Richard Robau: capità de l'USS Kelvin.
- Deep Roy com a Keenser: l'assistent alienígena de Scotty a Delta Vega.
- Greg Ellis com a enginyer en cap Olson: el camisa vermella que mor durant el salt estratosfèric.[44]
- Tyler Perry com a l'almirall Richard Barnett: El cap de l'Acadèmia de la Flota Estel·lar.
- Amanda Foreman com a Hannity, una oficial de la Flota Estel·lar al pont «Enterprise».
- Spencer Daniels com a Johnny, un amic de la infància de Kirk. Daniels havia d'interpretar el seu germà gran, George Samuel "Sam" Kirk, Jr., però la majoria de les seves escenes van ser tallades i la citació de James Kirk va ser sobredoblada.[45]
- Victor Garber com a interrogador klíngon, l'oficial que tortura Nero durant la seva estada a Rura Penthe. La seva escena va ser tallada de la pel·lícula i va aparèixer al DVD..[46]

Chris Doohan, el fill de l'Scotty original, James Doohan, fa un cameo a la sala del transportador. Pegg va enviar un correu electrònic a Doohan sobre el paper de Scotty, i l'actor va prometre que la seva actuació "seria un homenatge complet al seu pare". Chris Doohan havia fet un cameo anteriorment a Star Trek: La pel·lícula. Greg Grunberg té un cameo vocal com a padrastre alcohòlic de Kirk. Grunberg era candidat per al paper d'Olson, però es va retirar a causa d'un conflicte d'agenda. Grunberg també estava interessat en interpretar Harry Mudd, que va participar en un primer esborrany del guió. Brad William Henke va filmar escenes del paper que van ser tallades. Diora Baird apareix en una escena eliminada com una cadet d'Orió que Kirk confon amb Gaila. L'estrella de Star Trek: Enterprise Dominic Keating també va fer una audició per al paper. Paul McGillion va fer una audició per a Scotty, i va impressionar prou els productors com per donar-li un altre paper com a "Líder de casernes". Abrams va oferir a Ricky Gervais un paper a la pel·lícula, però el va rebutjar per no estar familiaritzat amb la sèrie. James Cawley, productor i estrella de la sèrie web Star Trek: New Voyages, apareix com a oficial de la Flota Estel·lar, mentre que Pavel Lychnikoff i Lucia Rijker interpreten romulans, Lychnikoff un comandant i Rijker un CO. W. Morgan Sheppard, que va interpretar un klingon a Star Trek VI: The Undiscovered Country, apareix en aquesta pel·lícula com a cap del Consell Científic Vulcà. Wil Wheaton, conegut per interpretar Wesley Crusher a Star Trek: La nova generació, va ser contractat, a instàncies de Greg Grunberg, per posar veu a alguns dels altres romulans de la pel·lícula. El fan de Star Trek i professor de la Universitat Carnegie Mellon Randy Pausch (que va morir el 25 de juliol de 2008) va fer un cameo com a membre de la tripulació de Kelvin i té una línia de diàleg. Majel Barrett, la vídua del creador de Star Trek Gene Roddenberry, va repetir el seu paper com a veu de l'ordinador de lEnterprise, que va completar dues setmanes abans de la seva mort el 18 de desembre de 2008. La pel·lícula va ser dedicada a ella, així com a Gene, a qui la pel·lícula sempre  a  commemorava com a mostra de respecte.
Orci i Kurtzman van escriure una escena per a William Shatner, on el vell Spock li dóna al seu jo més jove un missatge gravat per Kirk de la línia temporal anterior. "Bàsicament era un desig de Feliç Aniversari sabent que Spock aniria a Romulus, i Kirk probablement ja estaria mort per aquell moment", i hauria passat a Shatner recitant "on cap home ha anat abans". Però Shatner volia compartir el paper principal de Nimoy i no volia un cameo, malgrat la mort del seu personatge a Star Trek: Generations. Va suggerir que la pel·lícula canonitzés les seves novel·les on Kirk ressuscita, però Abrams va decidir que si el seu personatge acompanyava Nimoy, s'hauria convertit en una pel·lícula sobre la resurrecció de Kirk, i no sobre la introducció de les noves versions dels personatges. A Nimoy no li va agradar la mort del personatge a Generations, però també va sentir que ressuscitar Kirk seria perjudicial per a aquesta pel·lícula.
Nichelle Nichols va suggerir interpretar l'àvia d'Uhura, però Abrams no ho va poder escriure. a causa de la Vaga del Sindicat de Guionistes. Abrams també estava interessat en contractar Keri Russell, però van considerar que el paper que tenia en ment per a ella era massa similar als seus altres papers.

## Producció

### Desenvolupament
Ja a la Convenció Mundial de Ciència Ficció de 1968, el creador de "Star Trek", Roddenberry, havia dit que faria una preqüela cinematogràfica de La sèrie original. Però el concepte de preqüela no va ressorgir fins a finals de la dècada de 1980, quan Ralph Winter i Harve Bennett van presentar una proposta per a una preqüela durant el desenvolupament de la quarta pel·lícula. Roddenberry va rebutjar la proposta de preqüela de Bennett el 1991, després de la finalització de Star Trek: L'última frontera. Aleshores David Loughery va escriure un guió titulat The Academy Years, però va ser arxivat a causa de les objeccions de Roddenberry i els fans. La pel·lícula que es va encarregar va acabar sent Star Trek VI: The Undiscovered Country. El febrer de 2005, després del fracàs financer de la desena pel·lícula, Star Trek: Nemesis (2002), i la cancel·lació de la sèrie de televisió Star Trek: Enterprise, el productor executiu de la franquícia Rick Berman i el guionista Erik Jendresen van començar a desenvolupar una nova pel·lícula titulada Star Trek: The Beginning. Havia de girar al voltant d'un nou conjunt de personatges, liderats per l'avantpassat de Kirk, Tiberius Chase, i ambientar-se durant la Guerra Terra-Romulana, després dels esdeveniments d'"Enterprise" però abans dels esdeveniments de la sèrie original.
El 2005, Viacom, propietària de Paramount Pictures, es va separar de CBS Corporation, que va conservar les propietats televisives de Paramount, inclosa la propietat de la marca "Star Trek". Gail Berman (sense relació amb el productor executiu Rick Berman), aleshores president de Paramount, va convèncer la directora executiva de la CBS, Leslie Moonves, que els donés divuit mesos per desenvolupar una nova pel·lícula de Star Trek; en cas contrari, Paramount perdria els drets cinematogràfics. Berman es va adreçar als guionistes de Missió: Impossible III Roberto Orci i Alex Kurtzman per obtenir idees sobre la nova pel·lícula, i després que la pel·lícula s'hagués acabat de rodar, va demanar al seu director, Abrams, que la produís. Abrams, Orci i Kurtzman, a més dels productors Damon Lindelof i Bryan Burk, van sentir que la franquícia havia explorat prou el que va passar després de la sèrie, Orci i Lindelof es consideren trekkies, i consideren que algunes de les novel·les de Star Trek tenen valor canònic, tot i que Roddenberry mai va considerar que les novel·les fossin cànon. Kurtzman és un fan ocasional, mentre que Burk no ho era. L'empresa d'Abrams, Bad Robot, va produir la pel·lícula amb Paramount, marcant la primera vegada que una altra empresa finançava una pel·lícula de «Star Trek». Level 1 Entertainment de Bill Todman, Jr. també va coproduir la pel·lícula, però, durant el 2008, Spyglass Entertainment els va substituir com a soci financer.
En una entrevista, Abrams va dir que mai havia vist Star Trek: Nemesis perquè sentia que la franquícia s'havia "desconnectat" de la sèrie original. Per a ell, va dir, Star Trek tractava de Kirk i Spock, i les altres sèries eren com "aventures espacials separades amb el nom Star Trek". També va reconèixer que de petit havia preferit les pel·lícules de Star Wars. Va assenyalar que el seu coneixement general de Star Trek el feia molt adequat per presentar la franquícia als nouvinguts, i que, com que és una persona optimista, faria de Star Trek una pel·lícula optimista, que seria un contrast refrescant amb pel·lícules com El cavaller fosc. Va afegir que li encantava l'enfocament en l'exploració a Star Trek i la idea de la Primera Directiva, que prohibeix a la Flota Estel·lar interferir en el desenvolupament de mons primitius; però que, a causa de les limitacions pressupostàries de la sèrie original, "mai havia tingut els recursos per mostrar realment l'aventura". Va assenyalar que inicialment es va involucrar en el projecte com a productor només perquè volia ajudar Orci, Kurtzman i Lindelof.
El 23 de febrer de 2007, Abrams va acceptar l'oferta de Paramount per dirigir la pel·lícula, després d'haver-hi estat vinculat inicialment únicament com a productor. Va explicar que havia decidit dirigir la pel·lícula perquè, després de llegir el guió, es va adonar que "tindria una enveja terrible de qui hi intervingués i dirigís la pel·lícula". Orci i Kurtzman van dir que el seu objectiu havia estat impressionar un fan casual com Abrams amb la seva història. Abrams va assenyalar que, durant el rodatge, havia estat nerviós "amb totes aquestes cares tatuades i orelles punxegudes, armes estranyes i lingüistes romulans, amb diàlegs sobre 'Zones Neutrals' i 'Flota Estel·lar' [però] sabia que això funcionaria, perquè el guió que van escriure Alex i Bob era tan emotiu i tan identificable. No m'encantaven Kirk i Spock quan vaig començar aquest viatge, però ara els estimo".

### Escriptura del guió
"Som de mons diferents, Alex [Kurtzman] va néixer aquí i jo vaig néixer a Ciutat de Mèxic i hi vaig viure fins als nou anys. Kirk i Spock són oposats de dos mons. Aquests som nosaltres en poques paraules. Ens atreu cadascun pel que a cadascun de nosaltres li falta. La història d'aquesta pel·lícula tracta de dos nois que són tan oposats que podrien acabar escanyant-se mútuament, però en canvi s'uneixen i prosperen junts. Aquests som nosaltres. Podem anar a velocitat de curvatura junts".
Orci va dir que aconseguir que Leonard Nimoy participés a la pel·lícula era important. "Tenir-lo assegut al voltant d'una foguera compartint els seus records mai no anava a ser suficient", però, i el viatge en el temps s'havia d'incloure a la pel·lícula des del principi va afegir Kurtzman, dient que el viatge en el temps crea perill, a diferència d'altres preqüeles on els espectadors "saben com van morir tots". Els guionistes van reconèixer que el viatge en el temps s'havia utilitzat en excés a l'altra sèrie, però va servir a un bon propòsit en crear un nou conjunt d'aventures per als personatges originals abans que poguessin eliminar-lo completament en altres pel·lícules. Abrams va seleccionar els romulans com a vilans perquè havien aparegut menys que els klíngons a la sèrie i va pensar que seria "divertit" que coneguessin Kirk abans que ho fessin a la sèrie. Orci i Kurtzman van assenyalar que seria incorrecte demonitzar els klíngons de nou després que s'haguessin convertit en herois en sèries posteriors de Star Trek, i la presència romulana continua la història de Spock des de la seva última aparició cronològica a "Unificació", un episodi de Star Trek: La nova generació ambientat l'any 2368. L'episodi de la continuïtat original en què Kirk es converteix en un dels primers humans a veure un romulà, "L'equilibri del terror", va servir com una de les influències per a la pel·lícula. Orci va dir que era difícil donar una bona explicació del viatge en el temps sense ser artificiós, com ara que Neró busqués específicament assassinar Kirk.
Orci va assenyalar que, si bé la història del viatge en el temps els permetia alterar alguns elements de la història de fons, com ara la primera trobada de Kirk amb els romulans, no la podien fer servir  com a crossa per canviar-ho tot i van intentar plantejar la pel·lícula com una preqüela tant com fos possible. El servei de Kirk a la Farragut, un punt important de la història de fons de l'episodi original "Obsessió", es va deixar de banda perquè es va considerar irrellevant per a la història de la trobada de Kirk amb Spock, tot i que Orci va sentir que res del seu guió l'excloïa de la història de fons de la nova pel·lícula. Hi havia una escena en què Kirk coneixia Carol Marcus (que es revela com la mare del seu fill a Star Trek 2: La còlera del Khan) quan era petit, però es va deixar de banda perquè la pel·lícula necessitava més temps per presentar els personatges principals. Trobar maneres de reunir la tripulació requeria alguns artificis, que Orci i Kurtzman volien explicar a partir del vell Spock com una manera com la línia de temps es reparava, destacant el tema del destí. La línia era difícil d'escriure i finalment es va tallar.
Els cineastes van buscar inspiració en novel·les com ara Prime Directive, Spock's World i Best Destiny per omplir buits no explicats pel cànon; Best Destiny explora en particular la infància de Kirk i anomena els seus pares. Una idea que es va justificar a través d'informació de les novel·les va ser tenir l'«Enterprise» construïda a la Terra, inspirat en una obra d'art feta per un fan de l'«Enterprise» que s'estava construint en una drassana. Orci havia enviat el fan art a Abrams per mostrar com de realista podia ser la pel·lícula. Orci va explicar que algunes parts de la nau s'haurien de construir a la Terra a causa de la gravetat artificial emprada a la nau i el seu requisit per mantenir la velocitat de curvatura, i per tant, la calibració de la maquinària de la nau es faria millor al pou de gravetat exacte que es volia simular. Es van sentir lliures de construir la nau a Iowa perquè el cànon és ambigu quant a si es va construir a San Francisco, però això és el resultat del viatge en el temps més que no pas alguna cosa que pretenia superposar-se amb la línia de temps original. Abrams va assenyalar que la continuïtat de la sèrie original en si mateixa era inconsistent a vegades.
Orci i Kurtzman van dir que volien que al públic en general li agradés la pel·lícula tant com als fans, eliminant "Treknoxerrameca", fent-la plena d'acció i donant-li el títol simple de Star Trek per indicar als nouvinguts que no haurien de veure cap de les altres pel·lícules. Abrams hi veia humor i l'atractiu sexual com a dos elements integrals i populars de la sèrie que calia mantenir. Orci va declarar que ser realista i ser seriós no eren el mateix. Abrams, Burk, Lindelof, Orci i Kurtzman eren fans de "La còlera del Khan", i també van citar l'episodi "L'Enterprise del passat" de "La nova generació" com a influència. La dona d'Abrams, Katie, va ser consultada regularment sobre el guió, així com les esposes d'Orci, Kurtzman i Lindelof, per fer que els personatges femenins fossin el més forts possible. L'aprovació de Katie Abrams dels personatges femenins forts va ser en part el motiu pel qual Abrams va signar per dirigir.
Orci i Kurtzman van llegir dissertacions de postgrau sobre la sèrie per inspirar-se; ells van assenyalar comparacions de Kirk, Spock i McCoy amb els arquetips  shakespearians, i l'amistat de Kirk i Spock que feia ressò de la de John Lennon i Paul McCartney. També van assenyalar que, en la creació d'aquesta pel·lícula, van ser influenciats per "Star Wars", particularment en el ritme. "Vull sentir l'espai, vull sentir la velocitat i vull sentir totes les coses que es poden perdre una mica quan Star Trek es torna molt majestuós", va dir Orci. Star Wars va impregnar la manera com van escriure les seqüències d'acció, mentre que Burk va assenyalar que la relació inicialment freda de Kirk i Spock reflecteix com "Han Solo no era amic de ningú quan van començar el seu viatge". Spock i Uhura van tenir una relació real com a homenatge als primers episodis que destacaven el seu interès per ell. Orci volia presentar capitans forts de la Flota Estel·lar, coincidint amb un entrevistador que la majoria dels capitans d'altres pel·lícules eren "ximplets" inclosos per fer que Kirk semblés més gran en comparació.
L'USS Kelvin, la nau en què serveix el pare de Kirk, porta el nom de l'avi de J.J. Abrams, així com del físic i enginyer Lord Kelvin (William Thomson). El capità de la Kelvin, Richard Robau (Faran Tahir), rep el nom de l'oncle cubà d'Orci: Orci va teoritzar que el personatge fictici va néixer a Cuba i va créixer a l'Orient Mitjà. Una altra referència a les obres anteriors d'Abrams és Slusho, que Uhura demana al bar on coneix Kirk. Abrams va crear la beguda fictícia per a Alias i va reaparèixer en el màrqueting viral per a Cloverfield. El seu propietari, Tagruato, també és de Cloverfield i apareix en un edifici de San Francisco. La matèria vermella de la pel·lícula té la forma d'una bola vermella, un motiu d'Abrams que data del pilot d'Alias.

### Disseny de producció
El dissenyador de producció de la pel·lícula va ser Scott Chambliss, un col·laborador habitual amb Abrams. Chambliss va treballar amb un gran grup d'il·lustradors conceptuals, incloent-hi James Clyne, Ryan Church, el dissenyador de criatures Neville Page i el veterà de Star Trek John Eaves. Abrams va afirmar que la dificultat de representar el futur era que gran part de la tecnologia moderna estava inspirada en la sèrie original i la feia semblar antiquada. Així doncs, el disseny de producció havia de ser coherent amb la sèrie de televisió, però també semblar més avançat que la tecnologia del món real desenvolupada després. "Tots tenim l'iPhone que fa més que el comunicador", va dir Abrams. "Sento que hi ha una certa cosa a la qual no et pots aferrar realment, que és la qualitat una mica kitsch. Això ha de desaparèixer si vol ser alguna cosa que creus que és real" El mestre d'atrezzo Russell Bobbitt va col·laborar amb Nokia en la recreació del comunicador original, creant un prototip de 50.000 dòlars. Un altre accessori recreat per a la pel·lícula va ser el tricorder. Bobbitt va portar l'atrezzo original al plató, però els actors el van trobar massa gran per portar-lo durant el rodatge d'escenes d'acció, així que l'assessor tècnic Doug Brody el va redissenyar perquè fos més petit. Els raigs faser d'attrezzo  van ser dissenyats com a barrils accionats per ressort que giren i brillen a mesura que l'ambient canvia d' "atordir" a "matar". Es va utilitzar un prototip de cotxe Aptera Typ-1 a la ubicació.
El dissenyador de producció Scott Chambliss va mantenir el disseny del pont original, però el va modificar estèticament amb colors més brillants per reflectir l'optimisme de "Star Trek". La pantalla de visualització es va convertir en una finestra que podia projectar imatges per fer palpable l'entorn espacial. Abrams va comparar el redisseny amb l'elegant obra modernista de Pierre Cardin i els decorats de 2001: una odissea de l'espai, que eren de la dècada del 1960. Va fer broma dient que el pont redissenyat feia que l'Apple Store semblés "poc guai". A instàncies del director, es van afegir més baranes al pont per fer-lo semblar més segur, i el decorat es va construir sobre gimbals perquè els seus moviments de balanceig quan la nau accelera i és atacada fossin més realistes. Per emfatitzar la mida de la nau, Abrams va optar per donar a la sala de màquines un aspecte molt industrial: va explicar a Pegg que es va inspirar en el RMS Titanic, un vaixell elegant en què hi havia una "increïble tripa".
Abrams va seleccionar Michael Kaplan per dissenyar el vestuari perquè no havia vist cap de les pel·lícules, cosa que significava que s'hi enfocaria des d'un nou angle. Per als uniformes de la Flota Estel·lar, Kaplan va seguir la codificació de colors original de la sèrie, amb samarretes interiors i pantalons gris fosc (gairebé negres) i sobresamarretes de colors que mostraven la posició de cada membre de la tripulació. Els oficials de comandament porten camises daurades, els oficials científics i mèdics porten blau, i els d'operacions (tècnics, enginyers i personal de seguretat) porten vermell. Kaplan volia que les camises fossin més sofisticades que les originals i va optar per tenir el símbol de la Flota Estel·lar estampat. Kirk només porta la samarreta interior perquè és cadet. Kaplan va modelar els uniformes al "Kelvin" de les pel·lícules de ciència-ficció dels anys 40 i 50, per contrastar amb els uniformes de l'era "Enterprise" basats en els creats a la dècada del 1960. Per a Abrams, "El vestuari era un microcosmos de tot el projecte, que era com agafar alguna cosa que era una mica absurda i fer que semblés real. Però, com es fan legitims aquests vestits de colors gairebé primaris?"
Lindelof va comparar la facció romulana de la pel·lícula amb els pirates amb els seus caps calbs i tatuats i la seva vestimenta desorganitzada. La seva nau, "Narada", és purament pràctica amb una mecànica visible, ja que és una "nau de treball", a diferència de la tripulació de l'"Enterprise", que fa una presentació respectable en nom de la Federació. Chambliss va estar molt influenciat per l'arquitectura d'Antoni Gaudí per a la "Narada", que va crear edificis que semblaven estar del revés: fent que els cables exposats de la nau semblessin ossos o lligaments, això crearia una atmosfera premonitòria. L'interior de la nau estava fet de sis peces que es podien reorganitzar per crear una habitació diferent. Els actors romulans tenien tres pròtesis aplicades a les orelles i al front, mentre que Bana tenia una quarta pròtesi per a la mossegada a l'orella que s'estén fins a la part posterior del cap del seu personatge. Els romulans de la pel·lícula no tenen les crestes en forma de V al front, que havien estat presents en totes les seves representacions fora de la sèrie original. Neville Page volia honrar això fent que la tripulació de Neró també es fes cicatrius ritualment, formant queloides que recorden les crestes en 'V'. Es va abandonar perquè no van desenvolupar prou la idea. Kaplan volia roba envellida, gastada i aspra per als romulans a causa dels seus antecedents miners i va trobar algunes teles amb aspecte greixós en un mercat de puces. Kaplan va localitzar els fabricants d'aquella roba, que es va descobrir que tenien la seu a Bali, i els va encarregar que creessin els seus dissenys.
Barney Burman va supervisar el maquillatge dels altres extraterrestres: el seu equip va haver d'afanyar la creació de molts dels extraterrestres, perquè originalment la majoria d'ells havien d'aparèixer en una escena cap al final del rodatge. Abrams va considerar que l'escena era massa similar a la seqüència de la cantina de Star Wars i va decidir repartir els dissenys per tota la pel·lícula. Es va col·locar un tribble al fons de la presentació de Scotty. Es va utilitzar maquillatge tant digital com físic per als extraterrestres.

### Rodatge
La fotografia principal de la pel·lícula va començar el 7 de novembre de 2007 i va culminar el 27 de març de 2008; tanmateix, el rodatge de la segona unitat va tenir lloc a Bakersfield (Califòrnia), l'abril de 2008, que va substituir la casa de la infància de Kirk a Iowa. El rodatge també es va fer a l'Ajuntament de Long Beach (Califòrnia); el San Rafael Swell a Utah; i la Universitat Estatal de Califòrnia, Northridge a Los Angeles (que es va utilitzar per pla d'establiment d'estudiants a l'Acadèmia de la Flota Estel·lar). Un aparcament fora del Dodger Stadium es va utilitzar per al planeta de gel Delta Vega i la plataforma de perforació romulana de Vulcà. Els cineastes van expressar el seu interès per Islàndia per a escenes a Delta Vega, però van decidir no fer-ho: Chambliss va gaudir del repte de filmar escenes amb neu al sud de Califòrnia. Altres exteriors de Vulcà es van rodar a Vasquez Rocks, una ubicació que es va utilitzar en diversos episodis de la sèrie original. Una planta Budweiser a Van Nuys es va utilitzar per a la sala de màquines de l'Enterprise, mentre que una central elèctrica de Long Beach es va utilitzar per a la sala de màquines de la Kelvin.
Després de l'inici de la vaga del Sindicat de Guionistes dels Estats Units del 2007-2008 el 5 de novembre de 2007, Abrams, membre del Sindicat de Guionistes, va dir a Variety que, tot i que no prestaria serveis de guió per a la pel·lícula i tenia la intenció de caminar per la línia de piquet, no   esperava que la vaga afectés la seva direcció de la producció. A la final de les últimes setmanes abans de la vaga i l'inici de la producció, Abrams i Lindelof van polir el guió per última vegada. Abrams estava frustrat per no haver pogut modificar les línies durant la vaga, mentre que normalment haurien pogut improvisar noves idees durant els assajos, tot i que Lindelof va reconèixer que podien doblar algunes línies en postproducció. Orci i Kurtzman van poder quedar-se al plató sense fer l'esquirol perquè també eren productors executius de la pel·lícula; podien "fer ulls i cares estranyes als actors sempre que tenien un problema amb la frase i assentir amb el cap quan tenien alguna cosa millor". Abrams va poder alterar una escena on Spock combat sis romulans d'una baralla a cops de puny a un tiroteig, havent decidit que hi havia massa baralles físiques a la pel·lícula.
L'equip de producció va mantenir una seguretat molt reforçada al voltant de la pel·lícula. Karl Urban va revelar: "[Hi ha] un nivell de seguretat i secret que tots hem estat obligats a adoptar. Vull dir, és una mica paranoic i boig, però en certa manera justificat. No se'ns permet caminar en públic amb les nostres disfresses i ens han de conduir per tot arreu en aquests carrets de golf que estan completament amagats i coberts de lona negra. La seguretat és immensa. Sents que la teva llibertat és un gran repte" Actors com Jennifer Morrison només rebien els guions de les seves escenes.. El guió de rodatge de la pel·lícula va ser ferotgement protegit fins i tot amb el repartiment principal. Simon Pegg va dir: "Vaig llegir [el guió] amb un guarda de seguretat a prop meu; és així de secret". La pel·lícula utilitzava el títol provisional fals de Corporate Headquarters. Alguns dels pocs aliens a la producció que van poder visitar el plató van ser Rod Roddenberry, Ronald D. Moore, Jonathan Frakes, Walter Koenig, Nichelle Nichols, Ben Stiller, Tom Cruise i Steven Spielberg (qui havia convençut parcialment Abrams perquè dirigís perquè li agradava el guió, i fins i tot va aconsellar les escenes d'acció durant la seva visita).
Quan va acabar el rodatge, Abrams va donar al repartiment petites caixes que contenien petits telescopis, que els permetien llegir el nom de cada constel·lació a la qual apuntava. "Crec que només volia que cadascun de nosaltres mirés les estrelles una mica diferent", va dir John Cho. Després del rodatge, Abrams va retallar algunes escenes de Kirk i Spock de nens, incloent-hi veure aquest últim de nadó, així com una subtrama que implicava que Nero era empresonat i escapava dels klíngons. Aquesta explicació de la seva absència durant la vida de Kirk va confondre molts quan Abrams va projectar la pel·lícula. Altres escenes retallades explicaven que Kirk, l'adolescent, va robar el cotxe antic del seu padrastre perquè l'havia obligat a netejar-lo abans d'una subhasta; i que l'Orió que va seduir a l'Acadèmia treballava a la divisió d'operacions. Després, ella accepta obrir el correu electrònic que conté el seu pedaç que li permet superar la prova Kobayashi Maru.
Abrams va optar per rodar la pel·lícula en format anamòrfic en pel·lícula de 35 mm després de discussions sobre si la pel·lícula s'hauria de rodar en vídeo digital d'alta definició. El director de fotografia Dan Mindel i Abrams van coincidir que l'elecció donava a la pel·lícula una sensació de pantalla gran i l'aspecte realista i orgànic que volien per a l'escenari de la pel·lícula. Abrams i Mindel van utilitzar lents aixamplades durant tot el rodatge per crear una atmosfera optimista i una sensació que l'activitat tenia lloc fora de càmera, fent que l'univers de Star Trek semblés més real. "Hi ha alguna cosa en aquests lents, sobretot en una pel·lícula que potencialment podria ser increïblement estèril i generada per computador i excessivament controlada. Hi ha alguna cosa increïblement imprevisible i magnífica en elles." Mindel creava més flaixos il·luminant amb una llanterna o apuntant amb un mirall a la lent de la càmera, o utilitzant dues càmeres simultàniament i, per tant, dues configuracions d'il·luminació. L'editora Mary Jo Markey va dir més tard en una entrevista que no li havia dit això (ni a la seva companya editora Maryann Brandon), i inicialment es va posar en contacte amb els desenvolupadors de la pel·lícula preguntant per què la pel·lícula semblava sobreexposada.

### Efectes visuals
Industrial Light & Magic i Digital Domain van ser algunes de les diverses empreses que van crear més de 1.000 plans d'efectes especials. Els supervisors d'efectes visuals van ser Roger Guyett, que va col·laborar amb Abrams a Missió: Impossible III i també va ser director de segona unitat, i Russell Earl. Abrams va evitar rodar només contra pantalla blava i pantalla verda, perquè "em torna boig", utilitzant-les en canvi per ampliar l'escala de decorats i ubicacions. La seqüència Delta Vega requeria la barreja de neu digital amb neu real.
Star Trek va ser la primera pel·lícula en què ILM va treballar utilitzant naus completament digitals.Abrams pretenia que Enterprise fos una fusió del seu disseny a la sèrie i la versió reajustada de l'original pel·lícula. Abrams tenia bons records de la revelació de la reforma de l'"Enterprise" a "Star Trek: La pel·lícula", perquè va ser la primera vegada que la nau li va semblar tangible i real. El patró iridescent de la nau de La pel·lícula es va mantenir per donar-li profunditat, mentre que el maquetista Roger Goodson també va aplicar el patró "Aztec" de La nova generació. Goodson va recordar que Abrams també volia aportar una estètica "hot rod" a la nau. El supervisor d'efectes Roger Guyett volia que la nau tingués més parts mòbils, cosa que provenia de la seva insatisfacció infantil amb el disseny de la nau: els plats de la nova Enterprise poden expandir-se i moure's, mentre que les aletes dels seus motors es divideixen lleugerament quan comencen a entrar en curvatura.L' Enterprise va ser redissenyada originalment per Ryan Church utilitzant característiques de l'original, en 370 metres de llarg, però es va duplicar la seva mida a 718 metres de llarg per fer-la semblar "més grandiosa", mentre que la Narada romulana fa vuit quilòmetres de llarg i diversos quilòmetres d'ample. Els cineastes van haver de simular el reflex intern de les lents a les naus d'acord amb la cinematografia de la pel·lícula.
Carolyn Porco de la NASA va ser consultada sobre la ciència i les imatges planetàries. Els animadors van recrear de manera realista com seria una explosió a l'espai: detonacions curtes, que xuclen cap a dins i deixen flotant les restes d'una nau. Per a les imatges d'un planeta en implosió, es va utilitzar el mateix programa d'explosió per simular la seva ruptura, mentre que els animadors podien compondre manualment múltiples capes de roques i vent que xuclaven el planeta. A diferència d'altres pel·lícules i sèries de Star Trek, els efectes del feix transportador remolinen en lloc de fer punts. Abrams va concebre el redisseny per emfatitzar la noció de transportadors com a feixos que poden recollir i moure persones, en lloc d'un senyal compost per àtoms barrejats.
Lola Visual Effects va treballar en 48 plans, incloent-hi algunes animacions de Bana i Nimoy. Bana va patir danys importants a les dents, prou importants com per substituir completament la seva boca en algunes preses. La boca de Nimoy va ser reanimada a la seva primera escena amb Kirk després d'una sessió de regravació. Els cineastes havien filmat Nimoy quan va regravar les seves línies per poder rotoscopiar la seva boca a la pel·lícula, fins i tot recreant les condicions d'il·luminació, però es van adonar que havien de recrear digitalment els seus llavis a causa de la llum rebotant creada per la foguera.

### Efectes de so
Els efectes de so van ser dissenyats pel veterà de Star Wars Ben Burtt. Mentre que els sorolls de les explosions dels fasers de la sèrie de televisió provenien de La guerra dels mons (1953), Burtt va fer que els sons dels seus fasers s'assemblessin més als dels blàsters de Star Wars, perquè la representació dels fasers per part d'Abrams s'acostava més al foc semblant a les bales dels blàsters, en lloc dels raigs d'energia constants de les pel·lícules anteriors de Star Trek. Burtt va reproduir els sons clàssics dels torpedes fotònics i dels motors de curvatura: va colpejar una molla llarga contra un micròfon de contacte i ho va combinar amb foc de canó. Burtt va utilitzar un oscil·lador dels anys 60 per crear un brunzit musical i emocional amb els sons deformats i transportats.

## Música
Michael Giacchino, el col·laborador més freqüent d'Abrams, va compondre la música de Star Trek. Va mantenir el tema original d'Alexander Courage per als crèdits finals, que segons Abrams simbolitzava l'impuls de la unió de l'equip. Giacchino va admetre la pressió personal a l'hora de fer la banda sonora de la pel·lícula, ja que "Vaig créixer escoltant tota aquella gran música [Trek], i això és part del que em va inspirar a fer el que estic fent […] Simplement hi vas amb por. Només esperes fer el millor que pots. És una d'aquelles coses en què la pel·lícula em dirà què he de fer". La composició de la partitura va tenir lloc al Sony Scoring Stage amb una orquestra de 107 músics i un cor de 40 persones. Per als temes vulcanians es va utilitzar un erhu, interpretat per Karen Han. Es va utilitzar una gravació distorsionada per als romulans. Varèse Sarabande, el segell discogràfic responsable de publicant àlbums de les bandes sonores anteriors de Giacchino per a Alias, Lost, Missió: Impossible III i Speed Racer, va publicar la banda sonora de la pel·lícula el 5 de maig. La música dels tràilers cinematogràfics va ser composta per Two Steps from Hell.

## Llançament

### Màrqueting

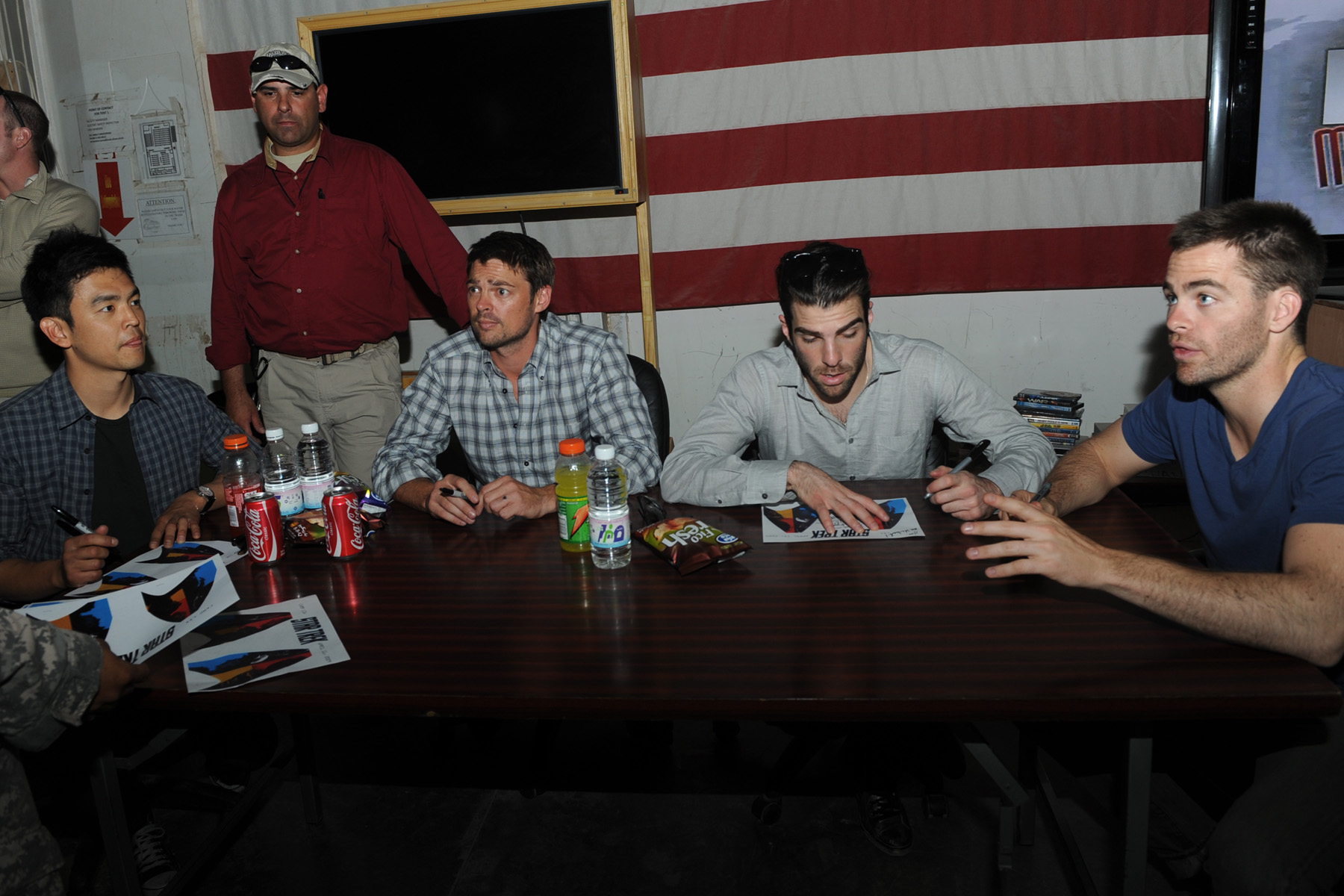
John Cho, Karl Urban, Zachary Quinto, i Chris Pine signant autògrafs per a personal militar a Camp Arifjan a Kuwait l'abril de 2009

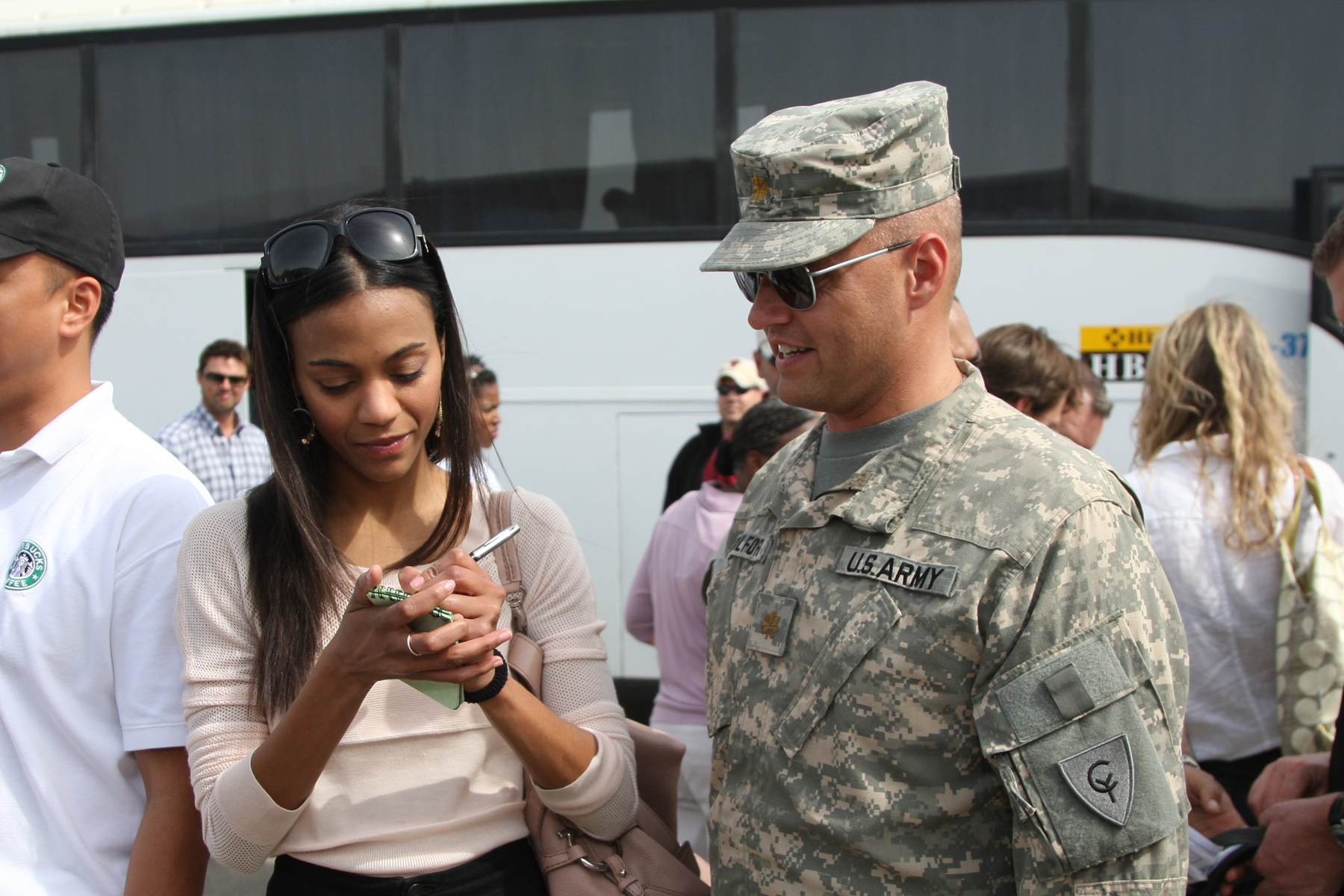
Zoe Saldaña signant un autògraf a Camp Arifjan a Kuwait l'abril de 2009

El primer tràiler teaser va debutar als cinemes amb Cloverfield el 18 de gener de 2008, que mostrava Enterprise en construcció. El mateix Abrams va dirigir la primera part del tràiler, on un soldador es treu les ulleres. Es van contractar soldadors professionals per al tràiler. Les veus dels anys seixanta que es reproduïen al tràiler tenien la intenció d'enllaçar la pel·lícula amb l'actualitat; John F. Kennedy en particular va ser escollit per les similituds amb el personatge de James T. Kirk i perquè es considera que va "iniciar" la Cursa Espacial. Orci va explicar que: "Si realment tenim una Federació, crec que les paraules de Kennedy hi quedaran inscrites en algun lloc". Els tràilers posteriors de Star Trek guanyarien quatre premis, inclòs el de Millor en una sèrie, als desena edició anual dels Golden Trailer Awards.
Paramount es va enfrontar a dos obstacles en la promoció de la pel·lícula: la manca de familiaritat de la "generació MySpace" amb la franquícia i el rendiment internacional relativament feble de les pel·lícules anteriors. Sis mesos abans de l'estrena de la pel·lícula, Abrams va fer una gira per Europa i Amèrica del Nord amb 25 minuts de metratge. Abrams va assenyalar que la campanya a gran escala va començar inusualment aviat, però això va ser perquè el retard en l'estrena li va permetre mostrar més escenes completades del normal. El director preferia promocionar els seus projectes discretament, però va coincidir que Paramount havia d'eliminar l'estigma de Star Trek. Abrams exageraria la seva preferència per altres mostra "Star Trek" de petit a la premsa, amb declaracions com ara "No sóc fan de "Star Trek" i "aquesta pel·lícula no està feta necessàriament per a fans de "Star Trek". Orci va comparar l'enfocament d'Abrams amb l'episodi "Qüestió d'honor" de "La nova generació", on William Riker està destinat a una nau klíngon. "En aquella nau, quan algú et respon, hauries d'apallissar-lo o perdries el respecte de la tripulació, cosa que és protocol·lària, mentre que en una nau de la Federació això seria un delicte. Així que hem de donar-li [a J. J. Abrams] una mica de marge, quan viatja per la 'galàxia' d'allà on no coneixen 'Trek', per dir les coses que cal dir per aconseguir que la gent s'apropiï al nostre bàndol."
Entre els socis promocionals de la pel·lícula hi ha Nokia, Verizon Wireless, Esurance, Kellogg's, Burger King i Intel Corporation, així com diverses empreses especialitzades en decoració de la llar, roba, joieria, articles de regal i fragàncies "Tiberius", "Pon Farr" i "Red Shirt". Playmates Toys, que era propietari de la llicència de joguines Star Trek fins al 2000, també va tenir els drets de marxandatge de la nova pel·lícula. La primera onada es va llançar al març i a l'abril de 2009. Playmates espera continuar la seva línia de joguines fins al 2010. La primera onada constava de figures d'acció de 3,75", 6" i 12", una rèplica de l'"Enterprise", joguines d'atrezzo i jocs. Per recrear tot el pont, caldria comprar més figures de 3,75", que inclouen cadires i consoles per afegir al conjunt principal que consisteix en la cadira de Kirk, el terra, la consola principal i la pantalla. Master Replicas, Mattel, Hasbro i Fundex Games van promocionar la pel·lícula via jocs de cartes de Monopoly, UNO, Scrabble, Magic 8 Ball, Hot Wheels, Tyco R/C, 20Q, Scene It? i línies de Barbie. Alguns d'aquests es basen en iteracions anteriors de Star Trek en lloc de la pel·lícula. La CBS també va crear una línia de marxandatge basada en Star Trek caricatures anomenades "Quogs".

### Cinematogràfic

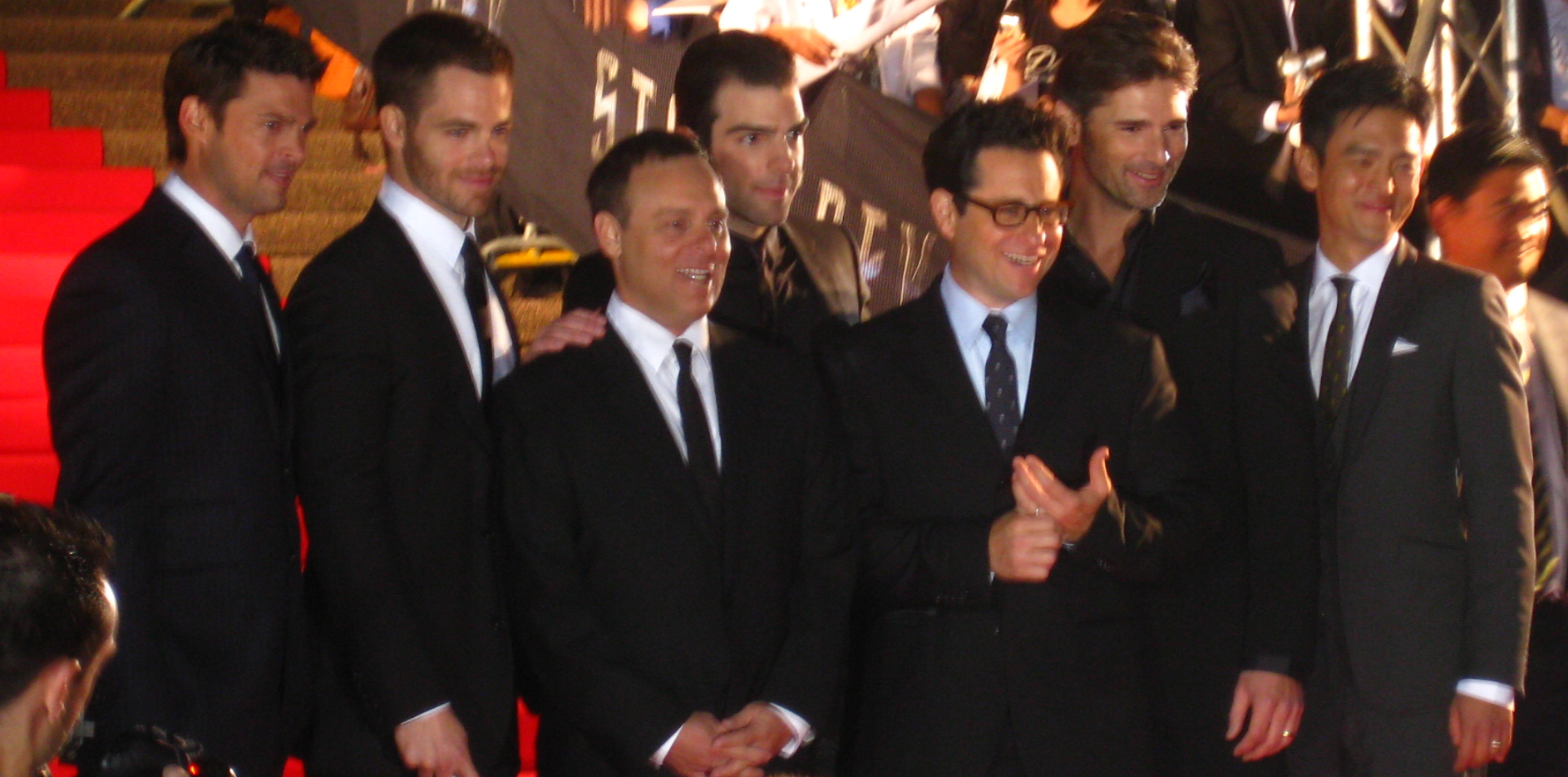
Karl Urban, Chris Pine, Bryan Burk, Zachary Quinto, J. J. Abrams, Eric Bana, i John Cho assistint a la premiere de la pel·lícula a la Òpera de Sydney el 7 d'abril de 2009.

El febrer de 2008, Paramount va anunciar que traslladarien "Star Trek" de la seva data d'estrena del 25 de desembre de 2008 al 8 de maig de 2009, ja que l'estudi considerava que més gent veuria la pel·lícula durant l'estiu que a l'hivern. La pel·lícula estava pràcticament acabada a finals del 2008. La decisió de Paramount va arribar després de visitar el plató i veure diaris, ja que es van adonar que la pel·lícula podia atraure un públic molt més ampli. Tot i que als cineastes els va agradar la data d'estrena de Nadal, Damon Lindelof va reconèixer que permetria més temps per perfeccionar els efectes visuals. Els mesos de diferència entre la finalització de la producció i l'estrena van permetre a Alan Dean Foster veure tota la pel·lícula abans d'escriure la novel·lització, tot i que la novel·la contindria escenes absents del muntatge final. Quinto va narrar l'audiollibre.
El 6 d'abril de 2009 es va celebrar una projecció pública sorpresa al teatre Alamo Drafthouse d'Austin, Texas, presentat pels guionistes Robert Orci, Alex Kurtzman i el productor Damon Lindelof. La sessió es va publicitar com una projecció de Star Trek 2: La còlera del Khan, seguida d'un avançament de deu minuts de la nova pel·lícula de Star Trek. Pocs minuts després d'iniciar-se la projecció de "Khan", la pel·lícula va semblar fondre's i Nimoy va aparèixer a l'escenari amb Orci, Kurtzman i Lindelof, preguntant al públic: "No preferiríeu veure la nova pel·lícula?" Després de la projecció sorpresa a Texas, la primera de moltes estrenes arreu del món es va celebrar a l'Òpera de Sydney de Sydney el 7 d'abril de 2009. Durant gairebé dos anys, la ciutat de Vulcan (Alberta) hi havia fet campanya per a l'estrena de la pel·lícula, però com que no tenia cinema, Paramount va organitzar-ne una loteria on 300 residents guanyadors serien portats a una projecció prèvia a Calgary.

### Mitjans domèstics
La pel·lícula es va estrenar en DVD i Blu-ray el 17 de novembre de 2009 a Amèrica del Nord, el 16 de novembre al Regne Unit i el 26 d'octubre a Austràlia i Nova Zelanda. A Suècia i Alemanya, es va estrenar el 4 de novembre. Les vendes de la primera setmana van ser de 5,7 milions de DVD juntament amb 1,1 milions de discs Blu-ray, donant a Paramount Pictures el seu tercer llançament al capdamunt de les llistes en cinc setmanes després de Transformers: Revenge of the Fallen i G.I. Joe: The Rise of Cobra.

## Recepció

### Taquilla
Les projeccions oficials als Estats Units van començar a les 19:00 h del 7 de maig de 2009, i van recaptar 4 milions de dòlars el dia de la seva estrena. Al final del cap de setmana, Star Trek havia estrenat amb 79.204.300 dòlars, així com 35.500.000 dòlars d'altres països. Ajustat i sense ajustar per la inflació, va superar Star Trek: First Contact com la major estrena americana d'una pel·lícula de Star Trek. La pel·lícula va recaptar 8,5 milions de dòlars amb les seves projeccions en IMAX, superant el rècord d'estrena en IMAX de 6,3 milions de dòlars de El cavaller fosc. La pel·lícula és la més taquillera als Estats Units i al Canadà de tota la franquícia cinematogràfica Star Trek, eclipsant Missió salvar la Terra i Star Trek: La pel·lícula. Només les seves estrenes del cap de setmana superen les estrenes individuals de "The Undiscovered Country", "L’última frontera", "Insurrection" i "Nemesis". Star Trek va acabar la seva estrena als cinemes dels Estats Units l'1 d'octubre de 2009, amb una recaptació total de 257.730.019 dòlars, cosa que la situa com la setena la pel·lícula més taquillera del 2009, darrere de Ressaca a Las Vegas. La pel·lícula va recaptar 127.764.536 dòlars als mercats internacionals, amb una recaptació total mundial de 385.494.555 dòlars. Tot i que la recaptació a l'estranger només representa el 31% de la recaptació total de taquilla, els executius de Paramount estaven contents amb les vendes internacionals, ja que "Star Trek" històricament ha estat una franquícia cinematogràfica que mai ha estat un gran atractiu a l'estranger.

### Resposta crítica
Al lloc web agregador de ressenyes Rotten Tomatoes, el 94% de les 355 ressenyes dels crítics són positives, amb una puntuació mitjana de 8,1/10. El consens del lloc web diu: Star Trek revifa una franquícia clàssica amb acció, humor, una història forta i imatges brillants, i agradarà tant als Trekkies tradicionals com als nous fans. Metacritic, que utilitza una mitjana ponderada, va assignar a la pel·lícula una puntuació de 82 sobre 100, basada en 46 crítics, cosa que indica una "aclamació universal". El públic enquestat per CinemaScore va donar a la pel·lícula una nota mitjana d’ "A" en una escala d’A+ a F.
Ty Burr del Boston Globe va donar a la pel·lícula una qualificació perfecta de quatre estrelles, descrivint-la com a "ridículament satisfactòria" i la "millor preqüela de la història". Burr va elogiar el desenvolupament dels personatges de la pel·lícula, opinant que "emocionalment, Star Trek encerta en tots els seus objectius, funcionant com una reunió familiar que s'estén al llarg de dècades, mitjans d'entreteniment, fins i tot desdibuixant la línia entre el públic i l'espectacle". Va continuar: "Explotant els afectes sostinguts durant més de 40 anys de cultura popular, Star Trek fa el que una reinvenció de la franquícia poques vegades fa. Ens recorda per què vam estimar aquests personatges en primer lloc". Owen Gleiberman d' Entertainment Weekly va donar a la pel·lícula una qualificació d' 'A−', comentant que el director Abrams "elabora una història d'origen que evita qualsevol indici del marasme d'origen".El periodista de Rolling Stone Peter Travers va expressar sentiments similars, i va donar a la pel·lícula un 3,5 sobre 4 estrelles. Va considerar que l'actuació del repartiment va ser el punt culminant del rodatge, afirmant que l'actuació de Pine irradiava qualitat d'estrella. Així mateix, Travers va qualificar l'actuació de Quinto d'"aguda" i "intuïtiva", i va considerar que Quinto "donava ànima a la pel·lícula". Manohla Dargis del New York Times va escriure: "Star Trek […] no és sols un plaer repensar la sèrie de ciència-ficció preferida del teu oncle friqui. També és un testimoni del poder de la televisió com a creadora de mites, com a font d'algunes de les històries fonamentals que expliquem sobre nosaltres mateixos, qui som i d'on venim. Dana Stevens de Slate va considerar que la pel·lícula era "un regal per a aquells de nosaltres que vam estimar la sèrie original, aquella obra intel·ligent, estranya i idealista que es va emetre gairebé sense èxit comercial entre 1966 i 1969 i que des de llavors s'ha convertit en un arquetip de ciència-ficció i objecte d'adoració de culte". Tom Huddleston de Time Out London va elogiar les qualitats estètiques de la pel·lícula, com ara el disseny de l' Enterprise, i va elogiar les actuacions del repartiment. Va escriure: "El repartiment és igualment fort: Quinto aporta un encant irònic a un personatge que d'altra banda seria calculador, mentre que Pine domina la seva actuació d'una manera optimista, si bé no del tot a l'estil de Shatner".
La química entre Pine i Quinto va ser ben rebuda per la crítica. Gleiberman va considerar que a mesura que la pel·lícula avançava fins al final, Pine i Quinto emulaven la mateixa connexió que Kirk i Spock. Tim Robey de The Telegraph es va fer ressò d'actituds similars; "La pel·lícula descriu la seva relació […] d'una manera agradablement obliqua." Robey va reprendre: "És l'esdeveniment principal, dramàticament parlant, però sempre hi ha alguna cosa més urgent que crida la seva atenció, ja sigui un senyal de socors vulcanà o els continus atacs d'aquells molestos romulans." Burr va opinar que Abrams tenia una comprensió precisa de la relació entre Kirk i Spock, i va escriure: "Pine és un Kirk bo i descarat, però l'Spock de Quinto és quelcom especial: una figura inquietantment tranquil·la carregada d'una tristesa més pesada que l'original de Roddenberry. Els dos es fonamenten mútuament i apunten cap a totes les històries que encara han de venir." De la mateixa manera, l'escriptor de The Guardian Peter Bradshaw va expressar: "La història de Kirk i Spock torna a la vida de manera emocionant gràcies a una nova primera generació: Chris Pine i Zachary Quinto, que ofereixen actuacions inspirades, completament inconscients i adorables, amb poder, passió i un ritme còmic excepcional."
Alguns crítics de cinema estaven polaritzats sobre "Star Trek". Keith Phipps de "The A.V. Club" va donar a la pel·lícula una qualificació de "B+" i va afirmar que era "una reconsideració del que constitueix "Star Trek", que resta importància als conceptes embriagadors i a les virtuts humanistes clarament enunciades en favor d'una acció sense alè puntuada per esclats d'emoció". Potser ni tan sols els fans veterans ho poden reconèixer immediatament." En consonància, Roger Ebert del Chicago Sun-Times va afirmar que "els anys de Gene Roddenberry, quan les històries podien jugar amb qüestions de ciència, ideals o filosofia, han estat substituïdes per històries reduïdes a acció sorollosa i colorida." Ebert finalment va donar a la pel·lícula 2,5 de 4 estrelles. De la mateixa manera, Marc Bain de Newsweek va opinar: "L'última versió cinematogràfica de Star Trek […] és més musculatura que cervell, i en gran manera deixa de banda complicats enigmes ètics a favor de seqüències d'acció i efectes especials."La periodista de Slate Juliet Lapidos va argumentar que la nova pel·lícula, amb la seva "escena tortura estàndard de Hollywood", no va aconseguir complir l'estàndard intel·lectual establert per l'episodi de 1992 de "La nova generació" "Cadena de comandament", el tractament del tema de la qual va trobar més sofisticat i pertinent per al debat en curs sobre l'ús de tècniques d'interrogatori millorades per part dels Estats Units.
Un article del 2018 de Io9/Gizmodo classificava les 11 versions de l'USS Enterprise vistes a la franquícia Star Trek fins a aquell moment. La versió vista a la pel·lícula es va situar en la segona posició més baixa.

### Reconeixements
La pel·lícula va obtenir nombrosos reconeixements després del seu llançament. El 2010, va ser nominada a quatre Premis Oscar a la Premis Oscar de 2009, al Oscar al millor so, al Millor edició de so, al Millors efectes visuals i al Millor maquillatge. Star Trek va guanyar en la categoria de Millor maquillatge, convertint-se en la primera pel·lícula de Star Trek a rebre un Oscar. La pel·lícula va ser nominada a tres Empire Awards, dels quals va guanyar el premi a Millor Ciència-Ficció/Fantasia. A l'octubre de 2009, Star Trek va guanyar el Premi Hollywood a la millor pel·lícula, i va obtenir sis Premis Scream als Cerimònia de lliurament dels Premis Scream 2009. La pel·lícula va obtenir un Premi del Sindicat d'Actors dels Estats Units a la Actuació Destacada d'un Conjunt d'Actors en una Pel·lícula als 16ns Premis del Sindicat d'Actors.
Star Trek va rebre diverses nominacions. La pel·lícula va ser nominada a un Premi Grammy al Millor àlbum de banda sonora per a una pel·lícula, televisió o altres mitjans visuals, però va ser superada per Up, també composta per Michael Giacchino. Als 36ns Premis People's Choice, la pel·lícula va rebre quatre nominacions: la pel·lícula va ser candidata a Pel·lícula Favorita, Zoe Saldaña va ser nominada a Actriu Revelació Favorita, i tant Pine com Quinto van ser nominats a Actor Revelació Favorit. El 15 de juny de 2009, la pel·lícula va ser nominada a cinc Premis Teen Choice. A més, Star Trek va ser nominada a cinc Premis de la Broadcast Film Critics Association i va ser nomenada una de les deu millors pel·lícules del 2009 pel National Board of Review of Motion Pictures.

## Seqüeles i preqüela
Els principals membres del repartiment de la pel·lícula van signar per a dues seqüeles com a part dels seus acords originals. Abrams i Bryan Burk van signar per produir i Abrams va signar per dirigir la primera seqüela. La seqüela, Star Trek Into Darkness, protagonitzada per Benedict Cumberbatch com a Khan Noonien Singh, es va estrenar el 15 de maig de 2013.
Una tercera pel·lícula, Star Trek Beyond, dirigida per Justin Lin i protagonitzada per Idris Elba com a antagonista principal, es va estrenar el 22 de juliol de 2016 amb crítiques positives. El juliol de 2016, Abrams va confirmar els plans per a una quarta pel·lícula i va declarar que Chris Hemsworth tornaria com a pare de Kirk. La majoria del repartiment i productors de Beyond també han acceptat tornar; tanmateix, Abrams va declarar que el paper d'Anton Yelchin no es reescriuria després de la seva mort.
S'ha anunciat en més d'una ocasió una preqüela de la pel·lícula Star Trek del 2009, i després s'ha descartat. En un moment donat, Lindsay Anderson Beer va ser contractada per escriure un guió, abans que el projecte s'esvaís. El novembre de 2023, l'actor Chris Pine va dir a un entrevistador que no estava al corrent de cap altra actualització. El gener de 2024, Paramount va publicar un nou anunci sobre una possible preqüela, dient que el director Toby Haynes i el guionista Seth Grahame-Smith havien estat contractats per al projecte.